# Maam Cross
Maam Cross (Iers: An Teach Dóite) is een nederzetting in de Gaeltacht in Connemara, in het Ierse graafschap Galway.

## Naam
De Ierse naam An Teach Dóite betekent het verbrande huis. Deze naam verwijst naar het afbranden van de enige plaatselijke bar, waardoor de inwoners van (legale) alcohol verstoken bleven. De catastrofe was zo overweldigend dat de plek sindsdien naar de ramp is genoemd.
De Engelse naam Maam Cross verwijst naar het kruispunt van wegen waaraan de nederzetting gelegen is.

## Algemeen
Maam Cross is een nederzetting gelegen aan een kruispunt, in de schaduw van de Mount Leckavrea, omringd door bergen en meren, waar het gonst van karaktervol plaatselijk leven. Hét baken aan het kruispunt "te midden van nergens" en de uitvalbasis voor activiteiten in dit ruige deel van Connemara's bog is Peacockes Complex kortweg Peacockes. Met zijn bar, restaurant en hotel, er zijn ook een ambachtswinkeltje en een museum, biedt het onderdak en verfrissing te midden van plaatselijke bedrijvigheid en gebruiken die de eeuwen hebben doorstaan, van schapenboeren die er overeenkomsten afsluiten aan de toog, tot schapen- en ponymarkten voor de deur het jaar rond.

## Veemarkt
Maam Cross, "where the four quarters of Connemara meet", is vanouds, al eeuwenlang, een markt- en handelsplek, met onder meer maandelijkse veebeurzen.
Na enige onzekerheid in januari 2008 omtrent het voortbestaan van de wekelijkse veemarkt en enkele maanden onderbreking, ging op 24 mei 2008 de markt weer open en wordt er tegenwoordig weer wekelijks op zaterdag runder- en schapenmarkt gehouden in Maam Cross Mart, aangevuld met bijzondere markten.

### Jaarmarkt
Telkenjare in oktober wordt in Maam Cross de vermaarde jaarmarkt gehouden. Naast de gebruikelijke marktkramen en kraampjes, zijn er dan ook tentoonstellingen van, wedstrijden voor en handel in allerhande levend vee, van kleine neerhofdieren zoals eenden, kippen en konijnen tot ezels, runderen, pony's - de befaamde Connemara Pony's - en paarden. Een kleurrijk spektakel en groot feest met grote toeloop van boeren, veehandelaars en overige belangstellenden tot gevolg.
Liefhebbers van de Connemara Pony stromen dan zelfs vanuit de hele wereld toe.

## Verkeer

### Weg
Maam Cross ligt op het kruispunt van de N59 (Galway - Oughterard - Clifden) met de R336 (Maam - Rosmuc), op ongeveer 42 km van Galway en zowat 7 km bezuiden Maam.

### Openbaar vervoer

#### Spoor

##### Geschiedenis
Op 1 januari 1896 werd in Maam Cross een spoorwegstation geopend van de Midland Great Western Railway Company of Ireland (MGWR). Het werd voorgoed gesloten en de spoorverbinding afgeschaft op 29 april 1935.

##### Vandaag
Vandaag ligt de dichtstbijzijnde spoorwegtoegang ruim 40 km van Maam Cross vandaan, in Galway, bediend door Iarnród Éireann (Irish Rail).

#### Bus

##### Bus Éireann
Maam Cross wordt met halte aan Peacocke's regelmatig bediend door Bus Éireann met de buslijnen:
- Lijn 416 Galway – Carna – Moyrus (Gaillimh – Carna – Muighros)[8]
- Lijn 419/421 Galway - Recess - Roundstone - Kylemore - Clifden (- Westport)[9]

##### Citylink
Citylink bedient Maam Cross met de buslijn:
- Lijn Galway - Maam Cross - Recess - Canal Bridge - Clifden - Letterfrack - Cleggan[11]

## Verwijzingen
1. ↑  "Uncertainty hangs over Maam Cross Cattle Mart[dode link]" in Galway News, 23 januari 2008.
2. ↑  Marktkalender Maam Cross Mart
3. ↑  The Connemara Pony
4. ↑  Galway to Clifden Railway
5. ↑  Bob Ayres, Maam Cross station. Railscot - Irish Railways. Gearchiveerd op 26 maart 2023. Geraadpleegd op 13 oktober 2008.
6. ↑  Irish Rail - Iarnród Éireann. Gearchiveerd op 27 januari 2021.
7. ↑  Bus Éireann
8. ↑  Bus Éireann: Dienstregeling lijn 416 Galway – Carna – Moyrus (Gailimh – Carna – Muighros)[dode link]
9. ↑  Bus Éireann: Dienstregeling lijn 419/421 Galway - Recess - Roundstone - Kylemore - Clifden (- Westport)[dode link]
10. ↑  Citylink. Gearchiveerd op 31 augustus 2023.
11. ↑  Citylink: Dienstregeling lijn Galway - Clifden